# Max Trénel
Max Trénel (* 8. Mai 1889 in Berlin; † 22. Dezember 1966 ebenda) war ein deutscher Bodenkundler.

## Leben und Wirken

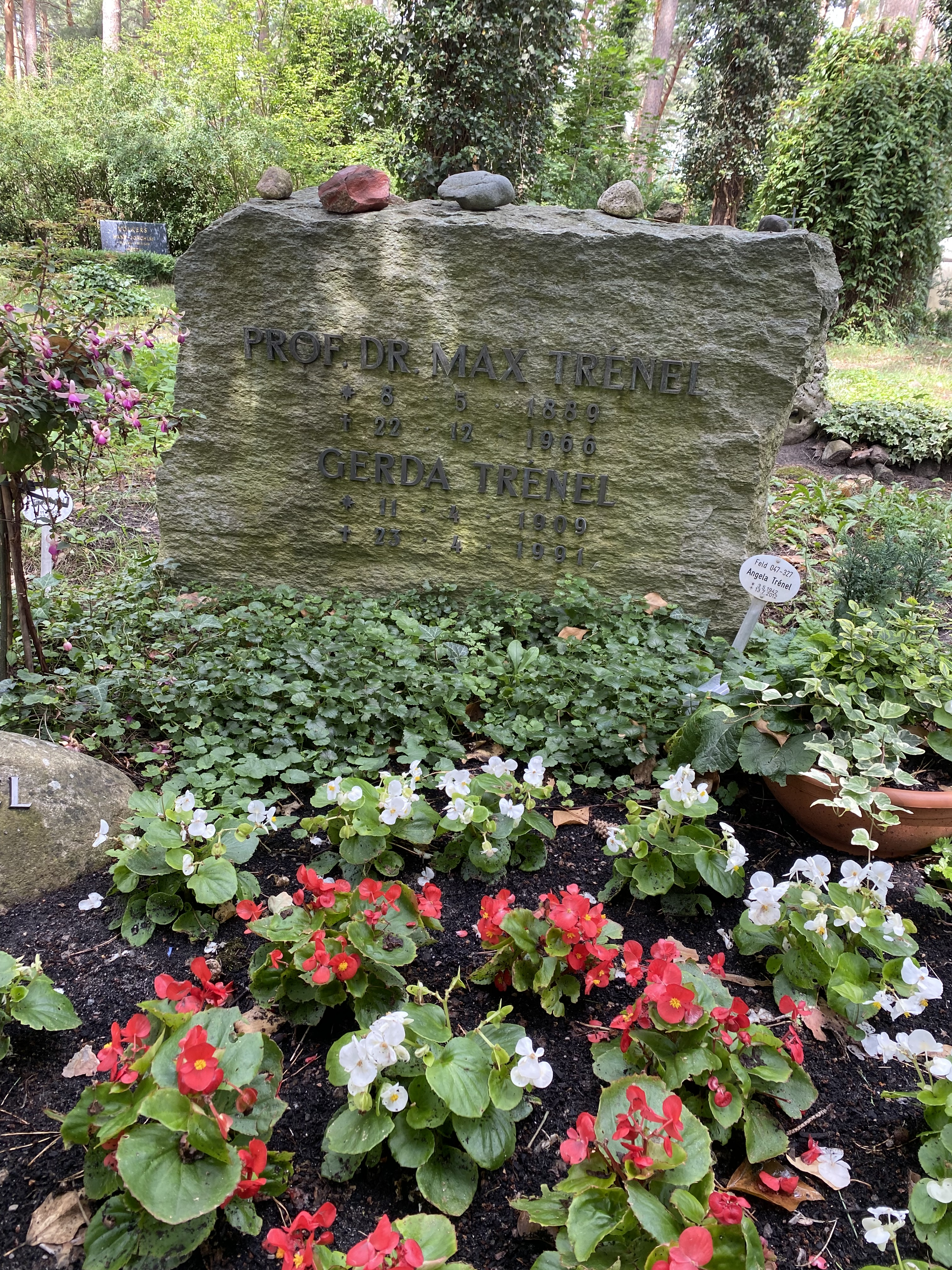
Grabstätte auf dem Waldfriedhof Zehlendorf (Feld 047-327)

Trénel studierte seit 1919 Physik und Chemie an der Universität Berlin und promovierte dort 1923 mit einer Dissertation über den Abbau des Nitro-Trimethylenglykols. Als Assistent am Physikalischen Institut der Technischen Universität Berlin entwickelte er 1923 ein Gerät zur elektrochemischen Bestimmung der Wasserstoffionenkonzentration. 1924 erhielt er eine Anstellung als Chemiker bei der Preußischen Geologischen Landesanstalt zu Berlin. 1927 habilitierte er an der Landwirtschaftlichen Hochschule zu Berlin mit der Schrift Die wissenschaftlichen Grundlagen der Bodensäurefrage und ihre Nutzanwendung in der praktischen Landwirtschaft.
Die Probleme der Bodenazidität im Zusammenhang mit der Erforschung der Bodenfruchtbarkeit und der Bodengenese standen fortan im Mittelpunkt von Trénels wissenschaftlicher Tätigkeit. 1932 wurde er zum außerordentlichen Professor ernannt. Seit 1935 leitete er das Institut für Bodenkartierung an der Geologischen Landesanstalt zu Berlin. Von 1946 bis 1959 lehrte er an der Humboldt-Universität zu Berlin, zunächst als Professor für landwirtschaftliche und forstliche Bodenkunde, seit 1951 als Professor und Direktor des Instituts für Pflanzenernährung, Bodenchemie und Bodenbiologie. Während dieser gesamten Zeit beschäftigte er sich vor allem mit Fragen der Kalkdüngung, der Rolle von Aluminium- und Magnesiumsalzen im Boden sowie mit der biologischen Bedeutung der Spurenelemente.
Trénel war Herausgeber und Mitübersetzer mehrerer russischer agrarwissenschaftlicher Handbücher. Beachtenswert sind seine Beiträge zur Wissenschaftsgeschichte des Landbaus. Die Landwirtschaftlich-Gärtnerische Fakultät der Humboldt-Universität zu Berlin verlieh ihm 1959 die Würde eines Ehrendoktors.
Max Trénel starb 1966 im Alter von 77 Jahren in Berlin. Sein Grab befindet sich auf dem Waldfriedhof Zehlendorf.

## Schriften
- Die wissenschaftlichen Grundlagen der Bodensäurefrage und ihre Nutzanwendung in der praktischen Landwirtschaft. Parey, Berlin 1927.
- Düngung mit Magnesium auf sauren Kulturböden. In: Albrecht-Thaer-Archiv, Band. 3, 1959, S. 1–35.
- A. v. Humboldt und die Agrikulturchemie. In: Wissenschaftliche Zeitschrift der Humboldt-Universität zu Berlin, Mathematisch-Naturwissenschaftliche Reihe. Jg. 9, 1959/60, S. 13–26.